# Cerastium lacaitae
Cerastium lacaitae là loài thực vật có hoa thuộc họ Cẩm chướng. Loài này được Barberis, Bechi & Miceli mô tả khoa học đầu tiên năm 1994.